# Kohlrabizirkus

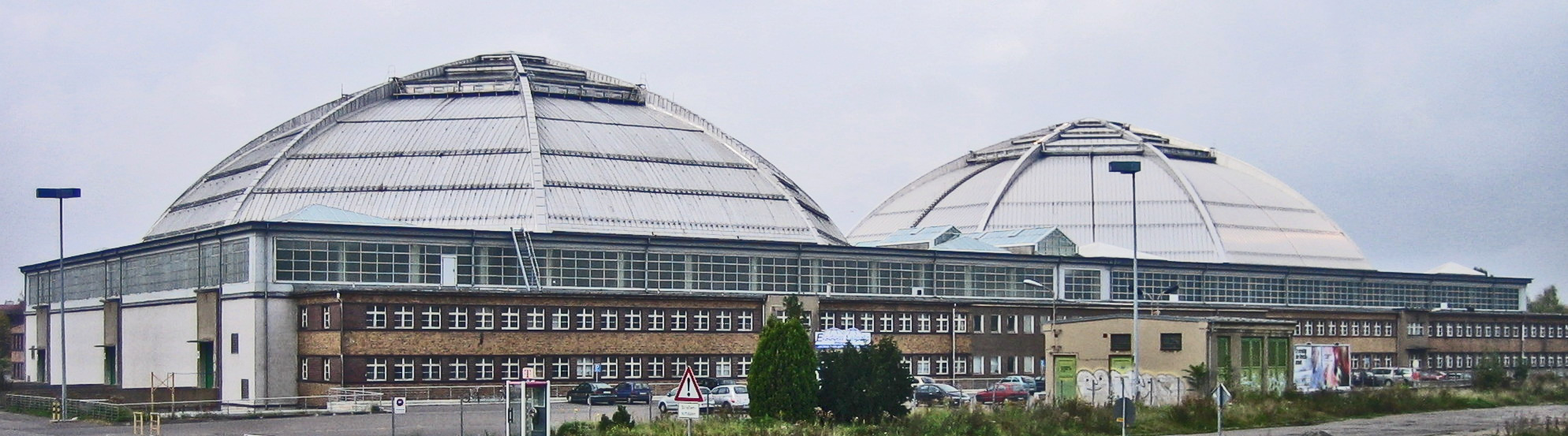
Kohlrabizirkus, Ansicht von Osten

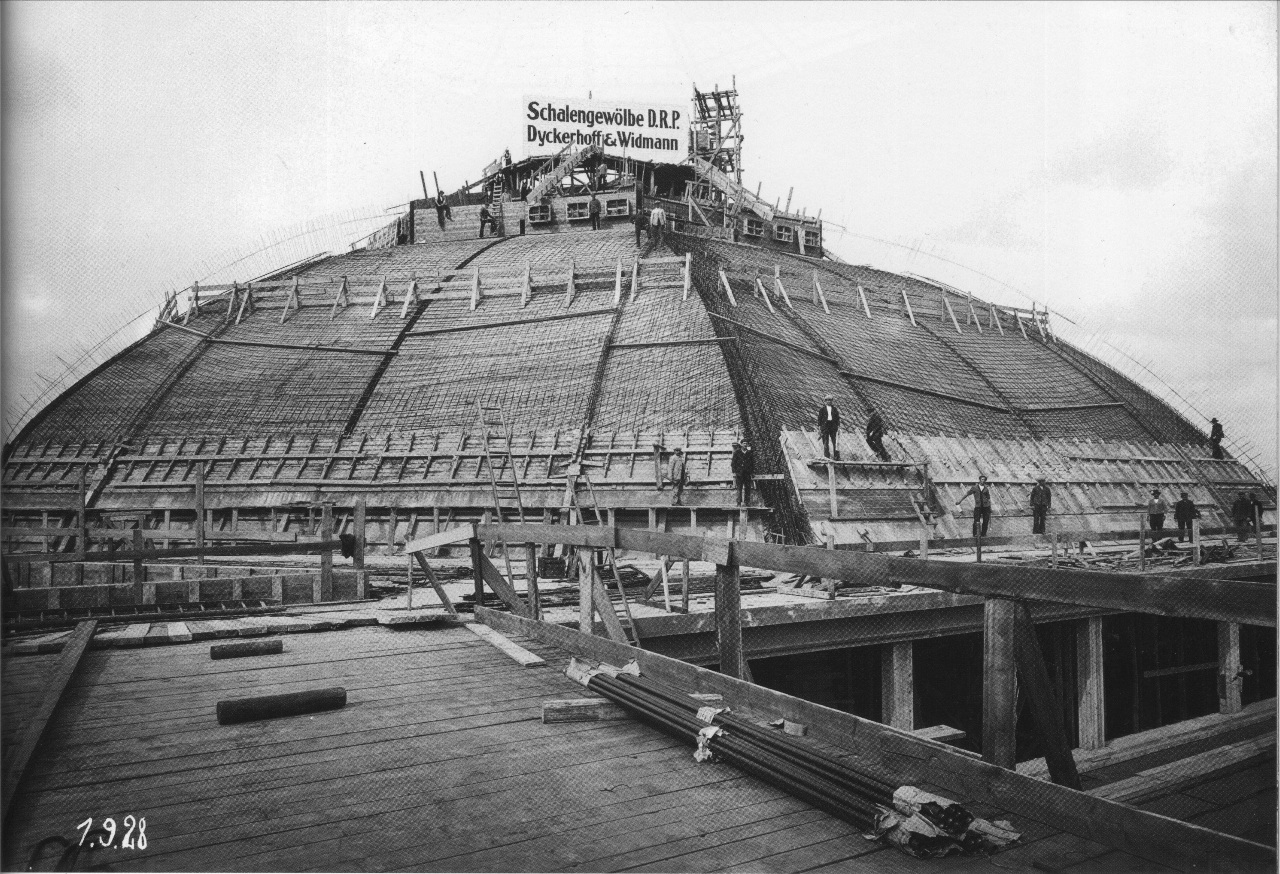
Bau der Kuppelkonstruktion,
1. September 1928

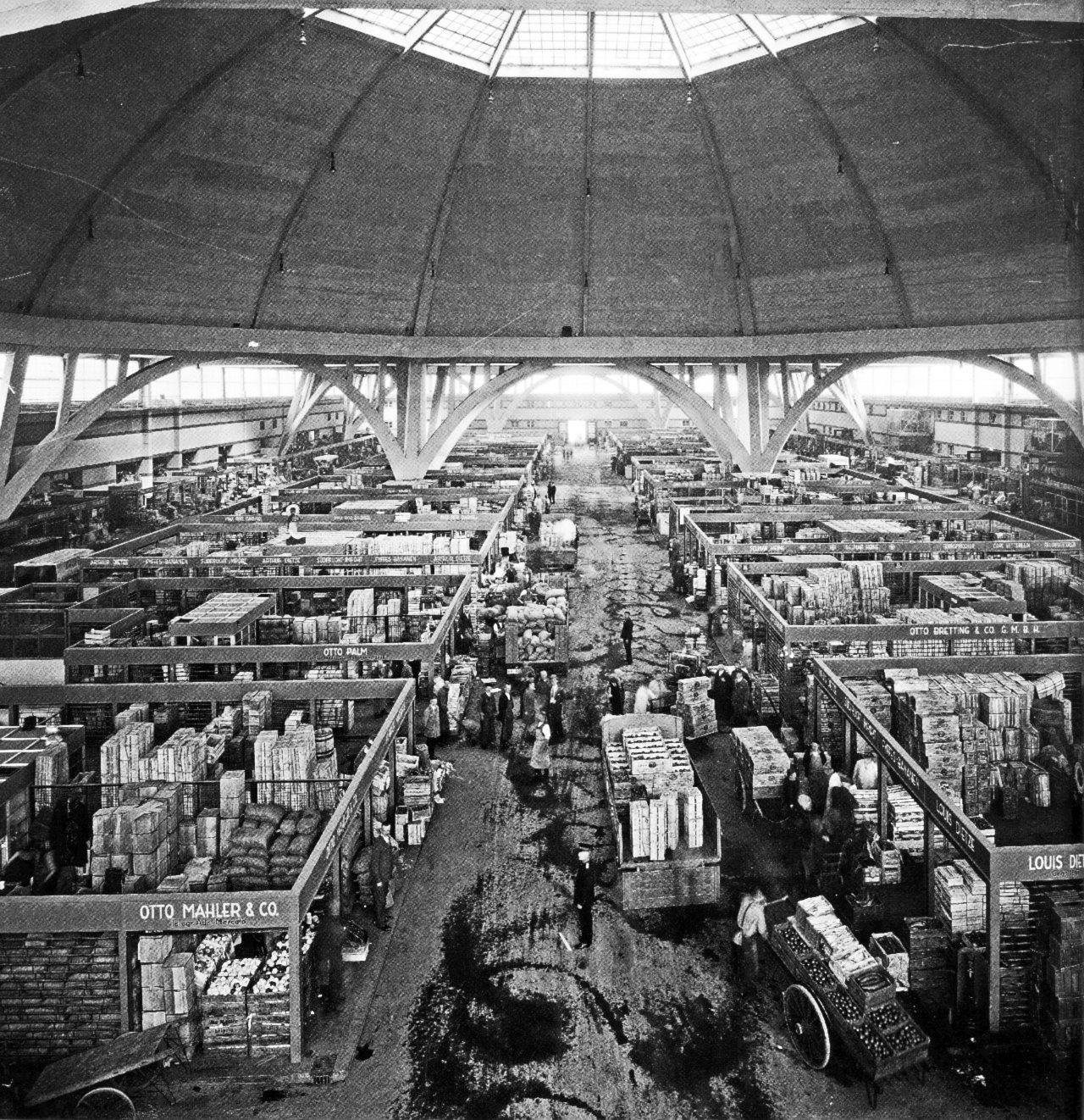
Obst- und Gemüsegroßmarkt (1930)

Frontansicht und Draufsicht schematisch

Der Kohlrabizirkus ist die frühere Großmarkthalle der Stadt Leipzig, die heute als Veranstaltungshalle genutzt wird und unter Denkmalschutz steht.

## Geschichte
Der Kuppelbau wurde 1927–1929 von der Bauunternehmung Dyckerhoff & Widmann AG in Schalenbauweise erbaut. Ihre ausgeführten zwei von ursprünglich drei geplanten Kuppelschalen waren zum Zeitpunkt ihrer Fertigstellung mit einer Spannweite von 75 Metern bei einer Gesamtgebäudehöhe von 29 Metern die größten Massivkuppeln der Welt. Die elliptisch geformten Schalen aus Stahlbeton haben eine Dicke von neun Zentimetern. Sie werden von jeweils acht schräggestellten Säulen getragen. Der architektonische Entwurf stammte vom Leipziger Stadtbaurat Hubert Ritter. Konstruiert und berechnet wurde die Kuppel von den Bauingenieuren Franz Dischinger und Hubert Rüsch.
Aufgrund ihrer Form und früheren Funktion wird sie in Leipzig u. a. „Kohlrabizirkus“ genannt, diese Bezeichnung wird mittlerweile auch von den Betreibern der Halle verwendet.
Im Herbst 2013 wurden die Kuppeln der ehemaligen Großmarkthalle von der Bundesingenieurkammer als Historisches Wahrzeichen der Ingenieurbaukunst in Deutschland ausgezeichnet.
Am 27. Juli 2021 hat die Stadt Leipzig das Objekt für 11,5 Mio. Euro von der Vicus Group AG erworben und der Leipziger Entwicklungs- und Vermarktungsgesellschaft (LEVG) übertragen, welche das Objekt über die nächsten Jahre sanieren wird.

## Nutzung
Die Hallen sind seit dem 31. Oktober 1995 nicht mehr als Großmarkt in Betrieb. Die Nordhalle wird für Konzerte, Flohmärkte u. ä. genutzt und bietet bis zu 2500 Personen Platz. Die Gesamtfläche beträgt 5300 m². Die Südhalle wurde in den Jahren 2000 bis 2012 im Winter als Eisdom genutzt und bot mit 2200 m² die größte Indoor-Eislauffläche Deutschlands, der Betrieb ist jedoch seit 2012 an einen neuen Standort umgezogen. Von Mai 2014 bis Januar 2025 befand sich im Souterrain des nördlichen Seitenflügels der Techno-Club Institut für Zukunft, in dessen Räumlichkeiten seit April 2025 sich der Techno-Club Axxon N. befindet. Im September 2014 wurde die European Darts Trophy ausgetragen.
Seit Saisonbeginn 2018/2019 ist die Nordhalle des Komplexes als Eiszirkus Leipzig die Heimspielstätte der Icefighters Leipzig. Dafür wurden eine entsprechende Eisfläche sowie Tribünen für vorerst 2.500 Zuschauer hergerichtet. Ferner war die Einrichtung einer Boulderhalle und eines Trampolinparks vorgesehen. Der Mietvertrag wurde vom Eigentümer, der Vicus Group AG, im Juli 2019 zunächst gekündigt. Zuvor gab es Differenzen wegen baulicher Mängel und einer eingeschränkten Nutzbarkeit der Halle. Der Verein hatte außerdem nicht rechtzeitig Zuschüsse zur Deckung der Mietkosten beantragt. Die Saison 2019/20 konnte dann aber doch dort ausgetragen werden, bevor der Eigentümer den Zugang zur Halle verwehrte. Für die Saison 2020/21 wurde ein neuer Mietvertrag abgeschlossen. Seit September 2024 trägt die Eishalle den Sponsorennamen anona Icedome.